# العلاقات الزيمبابوية القبرصية
العلاقات الزيمبابوية القبرصية هي العلاقات الثنائية التي تجمع بين زيمبابوي وقبرص.

## مقارنة بين البلدين
هذه مقارنة عامة ومرجعية للدولتين:
| وجه المقارنة                                              | زيمبابوي | قبرص                                                                 |
| --------------------------------------------------------- | --- | -------------------------------------------------------------------- |
| المساحة (كم2)                                             | 390.76 ألف | 9.24 ألف                                                             |
| عدد السكان (نسمة)                                         | 16.53 مليون | 1.14 مليون                                                           |
| الكثافة السكانية (ن./كم²)                                 | 42.3 | 123.38                                                               |
| العاصمة                                                   | هراري | نيقوسيا                                                              |
| اللغة الرسمية                                             | لغة إنجليزية، اللغة الشونا، النديبيلية الشمالية ‏، لغة الشيشيوا، Barwe ‏، Kalanga language ‏، Tshwa language ‏، النداو ‏، اللغة التسونجا، لغة الإشارة الزيمبابوية ‏، اللغة السوتية، تونغا ‏، اللغة التسوانية، اللغة الفيندية، اللغة الكوسية | اليونانية الحديثة، اللغة التركية، لغة يونانية                        |
| العملة                                                    | دولار أمريكي | يورو، جنيه قبرصي                                                     |
| الناتج المحلي الإجمالي (بليون دولار)                      | 17.85 مليار | 21.65 مليار                                                          |
| الناتج المحلي الإجمالي (تعادل القوة الشرائية) بليون دولار | 27.88 مليار | 26.73 مليار                                                          |
| الناتج المحلي الإجمالي الاسمي للفرد دولار أمريكي          | 924 | 23.24 ألف                                                            |
| الناتج المحلي الإجمالي للفرد دولار أمريكي                 | 1.79 ألف | 30.24 ألف                                                            |
| مؤشر التنمية البشرية                                      | 0.509 | 0.850                                                                |
| رمز المكالمات الدولي                                      | +263 | +357                                                                 |
| رمز الإنترنت                                              | .zw | .cy                                                                  |
| المنطقة الزمنية                                           | ت ع م+02:00 | ت ع م+02:00، ت ع م+03:00، توقيت شرق أوروبا، توقيت شرق أوروبا الصيفي ‏ |

## منظمات دولية مشتركة
يشترك البلدان في عضوية مجموعة من المنظمات الدولية، منها:
| علم المنظمة | اسم المنظمة                               | تاريخ انضمام زيمبابوي | تاريخ انضمام قبرص |
| ----------- | ----------------------------------------- | --------------------- | ----------------- |
|             | مؤسسة التنمية الدولية                     | 29 سبتمبر 1980        | 2 مارس 1962       |
|             | يونسكو                                    | 22 سبتمبر 1980        | 6 فبراير 1961     |
|             | مؤسسة التمويل الدولية                     | 29 سبتمبر 1980        | 2 مارس 1962       |
|             | منظمة حظر الأسلحة الكيميائية              | ?                     | ?                 |
|             | الأمم المتحدة                             | 25 أغسطس 1980         | 20 سبتمبر 1960    |
|             | الاتحاد الدولي للاتصالات                  | 10 فبراير 1981        | 24 أبريل 1961     |
|             | منظمة الشرطة الجنائية الدولية             | ?                     | ?                 |
|             | البنك الدولي للإنشاء والتعمير             | 29 سبتمبر 1980        | 21 ديسمبر 1961    |
|             | الاتحاد البريدي العالمي                   | ?                     | ?                 |
|             | المركز الدولي لتسوية المنازعات الاستشارية | 19 يونيو 1994         | 25 ديسمبر 1966    |
|             | وكالة ضمان الاستثمار متعدد الأطراف        | 10 أبريل 1992         | 12 أبريل 1988     |
|             | منظمة التجارة العالمية                    | ?                     | ?                 |
|             | الفريق المعني برصد الأرض                  | ?                     | ?                 |

## وصلات خارجية
- موقع وزارة الخارجية الزيمبابوية
- موقع وزارة الخارجية القبرصية